# Canton de la Gâtine
Le canton de la Gâtine est une circonscription électorale française du département des Deux-Sèvres.

## Histoire
Un nouveau découpage territorial des Deux-Sèvres entre en vigueur à l'occasion des premières élections départementales suivant le décret du 18 février 2014. Les conseillers départementaux sont, à compter de ces élections, élus au scrutin majoritaire binominal mixte. Les électeurs de chaque canton élisent au Conseil départemental, nouvelle appellation du Conseil général, deux membres de sexe différent, qui se présentent en binôme de candidats. Les conseillers départementaux sont élus pour 6 ans au scrutin binominal majoritaire à deux tours, l'accès au second tour nécessitant 12,5 % des inscrits au 1er tour. En outre la totalité des conseillers départementaux est renouvelée. Ce nouveau mode de scrutin nécessite un redécoupage des cantons dont le nombre est divisé par deux avec arrondi à l'unité impaire supérieure si ce nombre n'est pas entier impair, assorti de conditions de seuils minimaux. Dans les Deux-Sèvres, le nombre de cantons passe ainsi de 33 à 17.
Le canton de la Gâtine est formé de communes des anciens cantons de Secondigny (7 communes), de Thénezay (9 communes), de Mazières-en-Gâtine (12 communes), de Ménigoute (11 communes) et de Saint-Loup-Lamairé (1 commune). Il est entièrement inclus dans l'arrondissement de Parthenay. Le bureau centralisateur est situé à Secondigny.
À la suite de la création de plusieurs communes nouvelles, la composition du canton est révisée par un décret du 7 novembre 2019. Le nombre de communes du canton est de 38.

## Représentation
| Période élective | Période élective | Mandat | Mandat   | Identité              | Nuance | Nuance | Qualité |
| ---------------- | ---------------- | ------ | -------- | --------------------- | ------ | ------ | --- |
| 2015             | 2021             | 2015   | 2021     | Coralie Dénoues       |        | DVD    | Négociante en bovins, La Boissière-en-Gâtine |
| 2015             | 2021             | 2015   | 2021     | Hervé de Talhouët-Roy |        | LR     | Exploitant agricole et forestier Maire de Pressigny (2016-2020) 3e vice-président chargé de l'agriculture Président du Conseil départemental (2020-2021) Ancien conseiller général du canton de Thénezay (1992-2015) |
| 2021             | 2028             | 2021   | en cours | Coralie Dénoues       |        | DVD    | Conseillère sortante, Présidente du conseil départemental |
| 2021             | 2028             | 2021   | en cours | Didier Gaillard       |        | DVD    | Chef d'entreprises agricoles Maire de Ménigoute Ancien conseiller général du Canton de Ménigoute (2011-2015) |

### Résultats détaillés

#### Élections de mars 2015
À l'issue du 1er tour des élections départementales de 2015, deux binômes sont en ballottage : Coralie Denoues et Hervé de Talhouet-Roy (Union de la Droite, 44,39 %) et Nicolas Gamache et Véronique Gilbert (Union de la Gauche, 23,64 %). Le taux de participation est de 54,26 % (9 558 votants sur 17 616 inscrits) contre 50,44 % au niveau départemental et 50,17 % au niveau national.
Au second tour, Coralie Denoues et Hervé de Talhouet-Roy (Union de la Droite) sont élus avec 63,27 % des suffrages exprimés et un taux de participation de 52,05 % (5 236 voix pour 9 169 votants et 17 616 inscrits).

#### Élections de juin 2021
Le premier tour des élections départementales de 2021 est marqué par un très faible taux de participation (33,26 % au niveau national). Dans le canton de la Gâtine, ce taux de participation est de 37,05 % (6 326 votants sur 17 076 inscrits) contre 32,03 % au niveau départemental. À l'issue de ce premier tour, deux binômes sont en ballottage : Coralie Denoues et Didier Gaillard (Union au centre et à droite, 51,24 %) et Hélène Arnaud et Julien Launay (Union à gauche avec des écologistes, 15,63 %).
Le second tour des élections est marqué une nouvelle fois par une abstention massive équivalente au premier tour. Les taux de participation sont de 34,36 % au niveau national, 31,89 % dans le département et 37 % dans le canton de la Gâtine. Coralie Denoues et Didier Gaillard (Union au centre et à droite) sont élus avec 69,39 % des suffrages exprimés (4 054 voix pour 6 319 votants et 17 078 inscrits),,.

## Composition
Lors du redécoupage de 2014, le canton de la Gâtine comprenait quarante communes entières.
À la suite de la création des communes nouvelles des Châteliers et de Saint-Pardoux-Soutiers au 1er janvier 2019, le canton comprend désormais trente-huit communes entières.
| Nom                                | Code Insee | Intercommunalité       | Superficie (km2) | Population (dernière pop. légale) | Densité (hab./km2) | Modifier                                    |
| ---------------------------------- | ---------- | ---------------------- | ---------------- | --------------------------------- | ------------------ | ------------------------------------------- |
| Secondigny (bureau centralisateur) | 79311      | CC de Parthenay-Gâtine | 37,34            | 1 791 (2022)                      | 48                 | modifier les données · modifier les données |
| Allonne                            | 79007      | CC de Parthenay-Gâtine | 22,98            | 616 (2022)                        | 27                 | modifier les données · modifier les données |
| Aubigny                            | 79019      | CC de Parthenay-Gâtine | 11,98            | 169 (2022)                        | 14                 | modifier les données · modifier les données |
| Azay-sur-Thouet                    | 79025      | CC de Parthenay-Gâtine | 20,20            | 1 111 (2022)                      | 55                 | modifier les données · modifier les données |
| Beaulieu-sous-Parthenay            | 79029      | CC Val-de-Gâtine       | 26,72            | 676 (2022)                        | 25                 | modifier les données · modifier les données |
| La Boissière-en-Gâtine             | 79040      | CC Val-de-Gâtine       | 10,98            | 226 (2022)                        | 21                 | modifier les données · modifier les données |
| Les Châteliers                     | 79105      | CC de Parthenay-Gâtine | 26,42            | 452 (2022)                        | 17                 | modifier les données · modifier les données |
| Clavé                              | 79092      | CC Val-de-Gâtine       | 19,53            | 352 (2022)                        | 18                 | modifier les données · modifier les données |
| Doux                               | 79108      | CC de Parthenay-Gâtine | 9,85             | 213 (2022)                        | 22                 | modifier les données · modifier les données |
| La Ferrière-en-Parthenay           | 79120      | CC de Parthenay-Gâtine | 29,12            | 762 (2022)                        | 26                 | modifier les données · modifier les données |
| Fomperron                          | 79121      | CC de Parthenay-Gâtine | 17,40            | 388 (2022)                        | 22                 | modifier les données · modifier les données |
| Les Forges                         | 79124      | CC de Parthenay-Gâtine | 10,61            | 103 (2022)                        | 9,7                | modifier les données · modifier les données |
| Gourgé                             | 79135      | CC de Parthenay-Gâtine | 50,43            | 892 (2022)                        | 18                 | modifier les données · modifier les données |
| Les Groseillers                    | 79139      | CC Val-de-Gâtine       | 4,46             | 54 (2022)                         | 12                 | modifier les données · modifier les données |
| Lhoumois                           | 79149      | CC de Parthenay-Gâtine | 9,67             | 147 (2022)                        | 15                 | modifier les données · modifier les données |
| Mazières-en-Gâtine                 | 79172      | CC Val-de-Gâtine       | 19,06            | 1 028 (2022)                      | 54                 | modifier les données · modifier les données |
| Ménigoute                          | 79176      | CC de Parthenay-Gâtine | 19,22            | 856 (2022)                        | 45                 | modifier les données · modifier les données |
| Oroux                              | 79197      | CC de Parthenay-Gâtine | 6,56             | 102 (2022)                        | 16                 | modifier les données · modifier les données |
| La Peyratte                        | 79208      | CC de Parthenay-Gâtine | 46,86            | 1 113 (2022)                      | 24                 | modifier les données · modifier les données |
| Pougne-Hérisson                    | 79215      | CC de Parthenay-Gâtine | 11,86            | 360 (2022)                        | 30                 | modifier les données · modifier les données |
| Pressigny                          | 79218      | CC de Parthenay-Gâtine | 12,12            | 192 (2022)                        | 16                 | modifier les données · modifier les données |
| Reffannes                          | 79225      | CC de Parthenay-Gâtine | 8,58             | 386 (2022)                        | 45                 | modifier les données · modifier les données |
| Le Retail                          | 79226      | CC de Parthenay-Gâtine | 14,45            | 275 (2022)                        | 19                 | modifier les données · modifier les données |
| Saint-Aubin-le-Cloud               | 79239      | CC de Parthenay-Gâtine | 41,83            | 1 662 (2022)                      | 40                 | modifier les données · modifier les données |
| Saint-Georges-de-Noisné            | 79253      | CC Val-de-Gâtine       | 24,64            | 685 (2022)                        | 28                 | modifier les données · modifier les données |
| Saint-Germier                      | 79256      | CC de Parthenay-Gâtine | 11,78            | 259 (2022)                        | 22                 | modifier les données · modifier les données |
| Saint-Lin                          | 79267      | CC Val-de-Gâtine       | 11,21            | 305 (2022)                        | 27                 | modifier les données · modifier les données |
| Saint-Marc-la-Lande                | 79271      | CC Val-de-Gâtine       | 10,22            | 366 (2022)                        | 36                 | modifier les données · modifier les données |
| Saint-Martin-du-Fouilloux          | 79278      | CC de Parthenay-Gâtine | 23,97            | 252 (2022)                        | 11                 | modifier les données · modifier les données |
| Saint-Pardoux-Soutiers             | 79285      | CC Val-de-Gâtine       | 39,67            | 1 872 (2022)                      | 47                 | modifier les données · modifier les données |
| Saurais                            | 79306      | CC de Parthenay-Gâtine | 11,30            | 182 (2022)                        | 16                 | modifier les données · modifier les données |
| Thénezay                           | 79326      | CC de Parthenay-Gâtine | 48,49            | 1 398 (2022)                      | 29                 | modifier les données · modifier les données |
| Vasles                             | 79339      | CC de Parthenay-Gâtine | 89,16            | 1 666 (2022)                      | 19                 | modifier les données · modifier les données |
| Vausseroux                         | 79340      | CC de Parthenay-Gâtine | 19,12            | 330 (2022)                        | 17                 | modifier les données · modifier les données |
| Vautebis                           | 79341      | CC de Parthenay-Gâtine | 7,26             | 127 (2022)                        | 17                 | modifier les données · modifier les données |
| Vernoux-en-Gâtine                  | 79342      | CC de Parthenay-Gâtine | 31,20            | 583 (2022)                        | 19                 | modifier les données · modifier les données |
| Verruyes                           | 79345      | CC Val-de-Gâtine       | 26,24            | 895 (2022)                        | 34                 | modifier les données · modifier les données |
| Vouhé                              | 79354      | CC Val-de-Gâtine       | 13,95            | 351 (2022)                        | 25                 | modifier les données · modifier les données |
| Canton de la Gâtine                | 7906       |                        | 856,44           | 23 197 (2022)                     | 27                 | modifier les données                        |

## Démographie
En 2022, le canton comptait 23 197 habitants, en évolution de −2,7 % par rapport à 2016 (Deux-Sèvres : +0,18 %, France hors Mayotte : +2,11 %).
| 2013   | 2018   | 2022   |
| ------ | ------ | ------ |
| 23 815 | 23 576 | 23 197 |